# McNair (månkrater)
McNair är en nedslagskrater på månens baksida. McNair har fått sitt namn efter den amerikanska astronauten Ronald McNair.
Kratern hette tidigare Borman A.